# Tadeusz Michejda

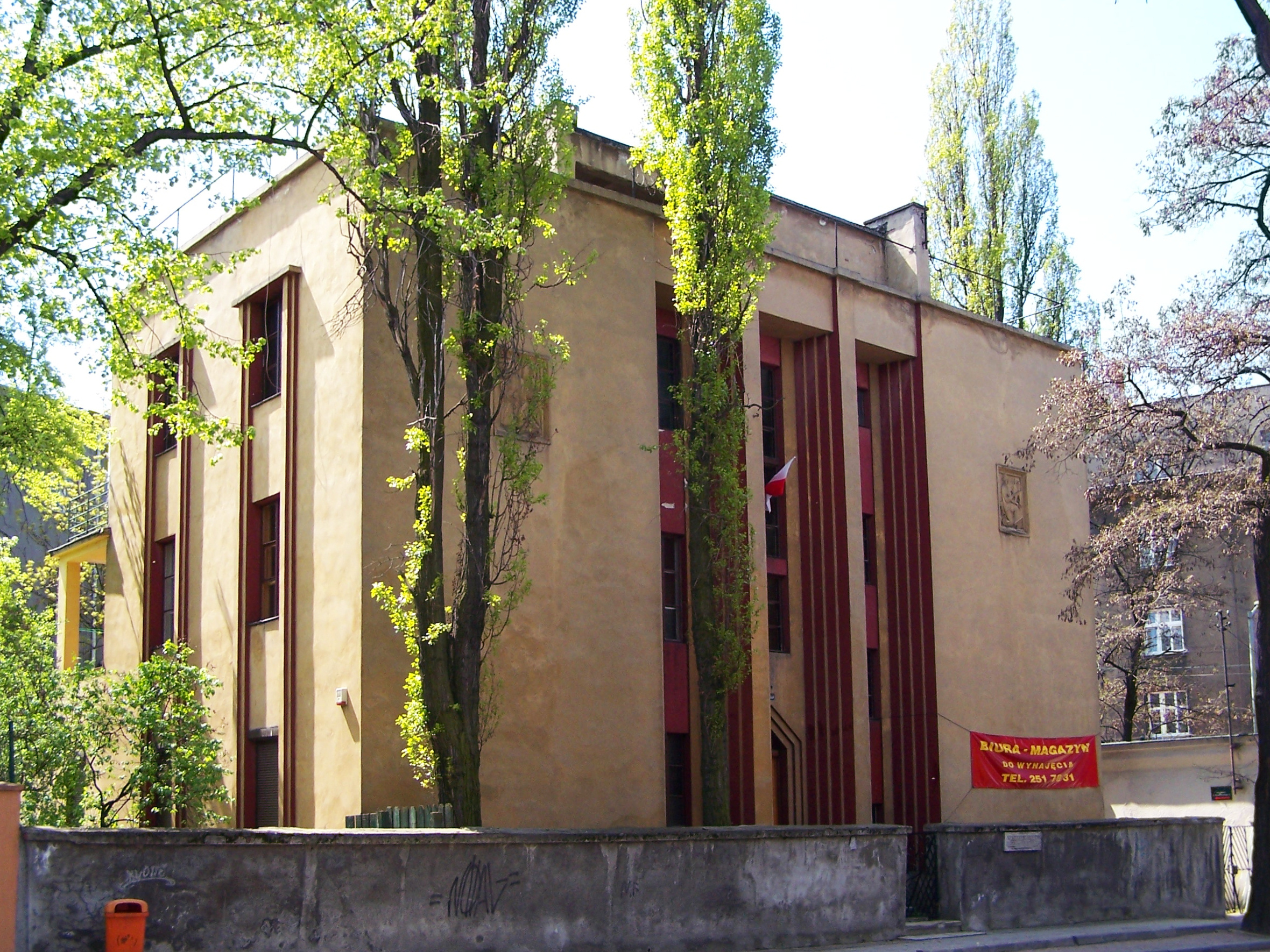
Villa Michejda (1930), Katowice

Tadeusz Michejda (Albrechtice, 22 de mayo de 1895-Iwonicz Zdrój, 18 de febrero de 1955) fue un arquitecto racionalista polaco. 

## Trayectoria
Estudió en la Universidad Politécnica Nacional de Lviv, tras lo que se instaló en Katowice. Adherido al funcionalismo racionalista, construyó en este estilo diversas casas, villas y hoteles, como su propia villa en Katowice (1930) o el ayuntamiento de Janów (1931, actualmente parte de Katowice).
Fua autor también de varias iglesias protestantes en Istebna (1925-1930), Studzionka (1936) y Trzanowice, de formas más tradicionales.